# Treasure for each of us
『Treasure for each of us』（トレジャー・フォー・イーチ・オブ・アス）は、日本の女性ロック歌手・田村直美の6枚目のアルバムである。2000年11月1日発売。

## 概要
11曲中8曲が、Joey Carboneを筆頭とする複数の海外クリエイターによる編曲である。

## 収録曲
1. 君を想う気持ち
作詞：田村直美　作曲：田村直美、Joey Carbone　編曲：Joey Carbone、Kim Bullard、アーサー・シェア
2. No baby no cry
作詞：田村直美　作曲：田村直美、林部直樹、tatsumi@moritoki.com　編曲：tatsumi@moritoki.com
3. River of tears
作詞：田村直美　作曲：田村直美、林部直樹、tatsumi@moritoki.com　編曲：Joey Carbone、Kim Bullard、アーサー・シェア
4. Salad
作詞：田村直美　作曲：田村直美、tatsumi@moritoki.com　編曲：Joey Carbone、カルロス・マージア
5. I JUST
作詞：田村直美　作曲：tatsumi@moritoki.com　編曲：Joey Carbone、ブライアン・リーブス、ケビン・アンダーソン
6. Every Time
作詞：田村直美　作曲：田村直美、Joey Carbone　編曲：Joey Carbone、Kim Bullard、アーサー・シェア、ブライアン・リーブス
7. Dream on dreamer
作詞：田村直美　作曲：田村直美、林部直樹、tatsumi@moritoki.com　編曲：tatsumi@moritoki.com
「No baby no cry」のカップリング曲。
8. good bye silence (venus ver.)
作詞：田村直美　作曲：田村直美、tatsumi@moritoki.com　編曲：前嶋康明
9. Treasure of yours
作詞：田村直美　作曲：tatsumi@moritoki.com　編曲：Joey Carbone、スティーヴ・ウィリアムス
10. やがて 訪れる春が
作詞：田村直美　作曲：tatsumi@moritoki.com　編曲：Joey Carbone、Kim Bullard、アーサー・シェア
11. Case of her
作詞：田村直美　作曲・編曲：tatsumi@moritoki.com